# Tuva Semmingsen
Tuva Semmingsen (født 13. januar 1975 i Norge) er en norsk mezzosopran og koloraturspecialist. Semmingsen har studeret på det norske Musikkonservatorium og på Den Kongelige Danske Operas akademi i København.
Tuva Semmingsen debuterede i 1999 på Den Kongelige Danske Opera som Cherubino i Figaros bryllup. Hun hører til ensemblet på dansk Opera og har optrådt bl.a. i Julius Cæsar (Sesto) Askepot (Angelina), Barberen i Sevilla (Rosina) og Händels Partenope (Patria Rosmira). Internationalt har hun spillet bl.a. Askepot (La Cerentola, Rossini) for Glyndebourne og den kongelige Stockholm Opera, Barberen i Sevilla i Nancy, Reims og Oslo, Julius Cæsar i Oslo. Hun kan endvidere høres i soundtracket til Lars von Triers film Antichrist sammen med Bjarte Eike & Baroksolistene. De har også udgivet en plade sammen – London Calling – med bl.a. Händel-arier.